# Berendonkse Beek
De Berendonkse Beek is een beek in de gemeentes Peel en Maas en Venlo in Nederlands Limburg en ligt in het stroomgebied van de Maas. De beek is mondt uit in de Springbeek, een zijrivier van de Maas.

## Ligging
De beek ontspringt ten oosten van Soeterbeek aan de noordrand van Baarlo en stroomt daarna in noordelijke richting en stroomt door buurtschap Schafelt. Ongeveer halverwege buigt de beek af in noordoostelijke richting. Ten westen van Hout-Blerick mondt de beek uit in de Springbeek.